# Смоки
Смоки је југословенска телевизијска серија снимљена 1967. године у продукцији Телевизије Београд.

## Епизоде
| Сезона | Епизода | Назив      | Датум            |
| ------ | ------- | ---------- | ---------------- |
| 1      | 1       | Празник    | 19. марта 1967.  |
| 1      | 2       | Сам        | 2. априла 1967.  |
| 1      | 3       | Абцд...    | 16. априла 1967. |
| 1      | 4       | Диван дан  | 28. маја 1967.   |
| 1      | 5       | Свој човек | 10. јуна 1967.   |
| 1      | 6       | Ах!        | 24. јуна 1967.   |

## Улоге
| Глумац                  | Улога              |
| ----------------------- | ------------------ |
| Љубиша Самарџић         | Смоки (6 еп. 1967) |
| Милутин Бутковић        | (2 еп. 1967)       |
| Славко Симић            | (2 еп. 1967)       |
| Слободан Алигрудић      | (1 еп. 1967)       |
| Мирослава Бобић         | (1 еп. 1967)       |
| Дејан Чавић             | (1 еп. 1967)       |
| Душан Голумбовски       | (1 еп. 1967)       |
| Олга Ивановић           | (1 еп. 1967)       |
| Милка Лукић             | (1 еп. 1967)       |
| Божидар Павићевић Лонга | (1 еп. 1967)       |
| Ђорђе Пура              | (1 еп. 1967)       |
| Ратко Сарић             | (1 еп. 1967)       |
| Миливоје Мића Томић     | (1 еп. 1967)       |
| Власта Велисављевић     | (1 еп. 1967)       |
| Бранка Веселиновић      | (1 еп. 1967)       |
| Зорица Вуковић          | (1 еп. 1967)       |

Комплетна ТВ екипа  ▼
| Редитељ    | Мирјана Самарџић    | (4 еп. 1967) |
| Редитељ    | Александар Ђорђевић | (2 еп. 1967) |
| Сценариста | Слободан Стојановић | (6 еп. 1967) |